# Guangfayong
Guangfayong (kinesiska: 广发永乡, 广发永) är en socken i Kina. Den ligger i provinsen Hebei, i den norra delen av landet, omkring 270 kilometer nordost om huvudstaden Peking. Antalet invånare är 8 308. Befolkningen består av 4 111 kvinnor och 4 197 män. Barn under 15 år utgör 21,0 %, vuxna 15-64 år 71 %, och äldre över 65 år 7,0 %.
Genomsnittlig årsnederbörd är 590 millimeter. Den regnigaste månaden är juni, med i genomsnitt 158 mm nederbörd, och den torraste är januari, med 2 mm nederbörd.